# نهائي دوري أبطال العرب 2006
نهائي دوري أبطال العرب 2006 هي مباراة كرة قدم لُعبت في 18 أبريل و 6 ماي 2006. وهو النهائي 22 من البطولة العربية، والنهائي الثالث تحت مسمى دوري أبطال العرب.
النهائي لُعب ذهابا وإيابا بين ناديي إنبي المصري والرجاء الرياضي المغربي.

## نفاصيل المباراة

### مباراة الذهاب
| إنبي                        | 1–2 | الرجاء الرياضي                         |
| --------------------------- | --- | -------------------------------------- |
| مجدي عبد العاطي 54' (ركلة.) |     | سفيان العلودي 11' · رشيد السليماني 68' |

| إنبي | الرجاء |

### مباراة الإياب
| الرجاء الرياضي    | 1–0 | إنبي |
| ----------------- | --- | ---- |
| سفيان العلودي 67' |     |      |

| الرجاء | إنبي |

| الحكام المساعدون: إبراهيم كزار (الجزائر) فتحي العرباتي (الأردن) |

## روابط خارجية
- Sports.naseej.net
- Uaezoom.com
- Youtube.com
- Youtube.com